# Osburga

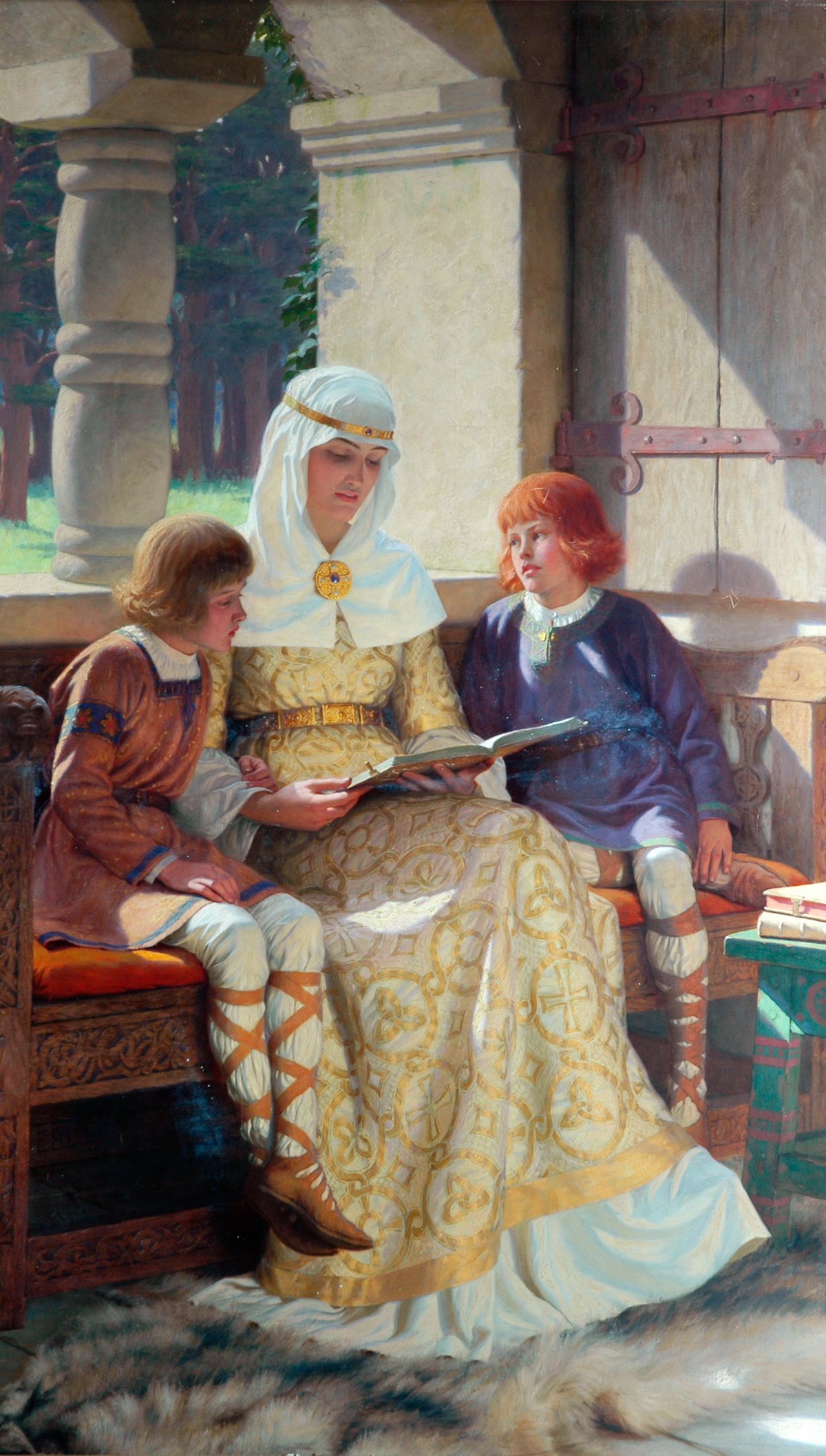
Obraz Edmunda Leightona z 1913 roku przedstawiający Osburgę i jej synów

Osburga albo Osburh (ur. ok. 810, zm. po 846) – pierwsza żona króla Wesseksu Ethelwulfa i matka Alfreda Wielkiego. 

## Życiorys
Wiadomo o jej istnieniu tylko z Żywota króla Alfreda Assera. Nie jest poświadczona w żadnych dokumentach, również Kronika anglosaska nie wspomina o jej śmierci. Przyjmuje się, że była także matką Ethelstana, Ethelbalda, Ethelberhta, Ethelreda i ich siostry Ethelswithy, żony króla Mercji Burgreda. Asser pisze, że Osburga była córką Oslaca, pincerny (cześnika) na dworze króla Ethelwulfa.